# Tribunal constitutionnel (Portugal)
Le Tribunal constitutionnel (en portugais : Tribunal Constitucional) est une juridiction ad hoc chargée du contrôle de constitutionnalité des lois, décrets-lois et traités internationaux et du contentieux électoral en dernière instance au Portugal.

## Composition
Le Tribunal constitutionnel se compose de 13 juges, dont le mandat de neuf ans ne peut être renouvelé. Dix sont élus par l'Assemblée de la République à la majorité des deux tiers des présents, représentant au moins la majorité absolue des députés effectivement en fonction, et trois sont cooptés par les précédents. Au moins six des juges constitutionnels doivent être des magistrats, les autres des juristes.
Le président et le vice-président du Tribunal constitutionnel sont élus par celui-ci en son sein.